# Seznam předsedů vlád Lichtenštejnska
Toto je chronologický seznam předsedů vlád Lichtenštejnského knížectví.
| Č.  |  | Jméno             | Nástup do úřadu   | Opuštění úřadu    | Dny v úřadu | Strana                           | Kníže                                    |
| --- |  | ----------------- | ----------------- | ----------------- | ----------- | -------------------------------- | ---------------------------------------- |
| 1.  |  | Josef Ospelt      | 2. března 1921    | 27. dubna 1922    | 421         | Progresivní občanská strana      | Jan II.                                  |
| 2.  |  | Gustav Schädler   | 6. června 1922    | 15. června 1928   | 2201        | Křesťanskosociální lidová strana | Jan II.                                  |
| 3.  |  | Josef Hoop        | 4. srpna 1928     | 3. září 1945      | 6239        | Progresivní občanská strana      | Jan II. Franitšek I. František Josef II. |
| 4.  |  | Alexander Frick   | 3. září 1945      | 16. července 1962 | 6160        | Progresivní občanská strana      | František Josef II.                      |
| 5.  |  | Gerard Batliner   | 16. července 1962 | 18. března 1970   | 2802        | Progresivní občanská strana      | František Josef II.                      |
| 6.  |  | Alfred Hilbe      | 18. března 1970   | 27. března 1974   | 1470        | Vlastenecká unie                 | František Josef II.                      |
| 7.  |  | Walter Kieber     | 27. března 1974   | 26. dubna 1978    | 1491        | Progresivní občanská strana      | František Josef II.                      |
| 8.  |  | Hans Brunhart     | 26. dubna 1978    | 26. května 1993   | 5509        | Vlastenecká unie                 | František Josef II. Hans Adam II.        |
| 9.  |  | Markus Büchel     | 26. května 1993   | 15. prosince 1993 | 203         | Progresivní občanská strana      | Hans Adam II.                            |
| 10. |  | Mario Frick       | 15. prosince 1993 | 5. dubna 2001     | 2668        | Vlastenecká unie                 | Hans Adam II.                            |
| 11. |  | Otmar Hasler      | 5. dubna 2001     | 24. března 2009   | 2910        | Progresivní občanská strana      | Hans Adam II.                            |
| 12. |  | Klaus Tschütscher | 25. března 2009   | 27. března 2013   | 1463        | Vlastenecká unie                 | Hans Adam II.                            |
| 13. |  | Adrian Hasler     | 27. března 2013   | 25. března 2021   | 2920        | Progresivní občanská strana      | Hans Adam II.                            |
| 14. |  | Daniel Risch      | 25. března 2021   | 10. dubna 2025    | 1477        | Vlastenecká unie                 | Hans Adam II.                            |
| 15. |  | Brigitte Haas     | 10. dubna 2025    | dnes              | 0           | Vlastenecká unie                 | Hans Adam II.                            |